# كتنة (البريمي)
كتنة منطقة سكنية تقع في ولاية البريمي، التابعة لمحافظة البريمي في سلطنة عمان. يقدر عدد سكانها بـ 9 نسمة حسب إحصاء عام 2010 التابع للمركز الوطني للإحصاء والمعلومات الحكومي. رمز المنطقة هو 40120463.

## وصلات خارجية
- المركز الوطني للإحصاء والمعلومات، سلطنة عمان